# 布朗斯代爾 (明尼蘇達州)
布朗斯代爾（英語：Brownsdale）是一個位於美國明尼蘇達州毛爾縣的城市。

## 歷史
布朗斯代爾於1856年成立，翌年成立營運至今的郵局，1876年升格為城市。此地得名自伐木商人安德魯·D·布朗（Andrew D. Brown）。

## 人口
根據2020年美國人口普查的數據，布朗斯代爾的面積為1.00平方千米，皆為陸地。當地共有人口633人，而人口密度為每平方千米633人。